# アルフレッド・チャールズ・ギムソン
アルフレッド・チャールズ・ギムソン（英語：Alfred Charles "Gim" Gimson, 1917年7月7日 - 1985年8月22日）は、イギリスの音声学者・言語学者である。

## 生涯
ギムソンは、イギリス・ロンドンのワングワースにあるEmanuel Schoolとユニバーシティ・カレッジ・ロンドン（UCL）を卒業した。UCLではフランス語を専攻していたが、在学中の1939年、当時のUCLの音声学科長であったダニエル・ジョーンズの影響を受け、音声学の勉強を始めたという。
だが、ギムソンが音声学の勉強を始めた当初、ヨーロッパでは第二次世界大戦が勃発し、彼自身もイギリス陸軍に召集された。フランス軍、自由ポーランド軍の連絡将校を務めたのち、1945年に陸軍少佐に昇進したが、ジョーンズの計らいで除隊した。その理由は、ギムソンを自身の後継者として育て上げるためだったと言われている。
1949年、ジョーンズがUCLの音声学科主任教授を退官すると、ギムソンは彼の後を継いで、国際音声学会の事務局長と事務局機関誌の編集委員に就任した。因みに、ジョーンズは翌年に国際音声学会の会長に就任している。
1966年、UCLの音声学科教授に就任した（～1983年）。
1971年、UCLの言語学部長兼音声学科長に就任した（～1983年）。
1985年、死去。

## 功績

### Introduction to the Pronunciation of English
1950年代の英語音声学は、まだジョーンズの体系が主流であった。ギムソンは、ジョーンズが実践音声学を重視していたことを維持しつつ、音素と異音の音声表記の違いなど、現代のアメリカに通ずる構造主義言語学的な考え方を広めたり、ジョーンズの聴覚訓練（音声の聞き取り）を見直しすることで、英語音声学の理論と実践を再構築した。そして、1962年に発表された『Introduction to the Pronunciation of English』は、ジョーンズの著作に代わって、RPの標準的な解説書として受け入れられた。これによって、ギムソンはジョーンズに取って代わり、RPの権威（第一研究者）となった。

### 英語を学ぶ英語の非母語話者（English as a foreign country:EFL）に対しての活動
ギムソンは、音声学者やUCLの音声学科教授以外に、放送作家としても人気があり、1960年代には、BBCの朝の番組「Today」の中で、発音に関するコーナーを持っており、イギリス国民に広く親しまれていた。しかし、彼の名が特に知られているのは、English as a Foreign Language（EFL）の世界である。彼は、英国文化振興会やリンガフォン、また大学の招聘で、頻繁に海外での講演活動を行っていた。また、この頃に執筆されたギムソンの著作としては、『English Pronunciation Practice』（1965年、G.F.Arnoldと共著）や『A Practical Course of English Pronunciation: a perceptual approach』（1975年）が有名である。
ギムソンがEFLに与えた最も永続的な影響は、音声転写の問題である。ジョーンズは英語の音声転写について、国際音声字母の枠組みの中で様々な実験を行っていたが、彼の『English Pronouncing Dictionary（EPD）』をはじめとするEFL向けの著作では、「簡易表記」が用いられていた。簡易表記では、[:]の記号が、その記号が付けられた発音記号の長さを示す単位であると解釈されているため、例えば/i/と/i:/の違いが、音の長さが違うことだけに着眼され、本来なら異なるはずの/i/と/i:/の音質が無視されるという、英語発音教育上の問題が生じていた。
1960年代になると、簡易表記はデイヴィッド・アバークロンビーらが考案した、音質の違いを明示的に示し、音の長さを示す[:]を使用しない音声表記と競合するようになった。ギムソンはこのジョーンズ式とアバークロンビー式を統合し、音質の違いと音の長さの両方を正確に明記するようにした。この表記法はジョーンズから引き継いで編集長となったEPD（第14版）で紹介され、現在ではEFLの世界において、音声表記の主流となっている。

### UCLにおける音声学教育
1960年代初頭、UCLは、古くからある音声学科とは別に、言語学部を設置していた。1973年、D.B.Fryが言語学部長を退任したのを機に、ギムソンの主導で両学科が統合された。当時、この学科では、UCLの学位取得を目的としたものではなく、College of Speech Therapyという音声学教室の先生になるための免許の取得を目的にしていた学生を主に教えていた。これは、イギリスにおけるギムソンは、英国におけるスピーチセラピー（ことばの発音訓練）教育の再構築に大きな影響を与えた。ジョーンズの頃には、音声学はまだ発展途上であり、大学院生や今でいう科目等履修生にしか教えられていなかったが、ギムソンは音声学科・言語学部をUCLの芸術学部の中で1番の影響力を持つ学部の一つとなるまで発展させることが出来た。

## 逸話
ギムソンは、なぜかファーストネームで呼ばれることを好まず、作家や放送作家、講師としてのギムソンは、常に「A. C. Gimson」と呼ばれていたため、名前の正体は謎に包まれていた。彼の友人や同僚は、彼を「gim /gɪm/」と呼んでいた。
ギムソンは、UCLの音声学科教授を退職後、まもなく心臓発作で急死したが、その頃には国際音声学会の会長を務めており、英国で最も影響力のある音声学者であるだけでなく、同僚や学生たちからも愛されていた。

## 著書
- Arnold, G.F. and Gimson, A.C (1965). English Pronunciation Practice. London: University of London Press
- Gimson, A.C (1962). Introduction to the Pronunciation of English. London: Arnold. Fourth edition (1989) revised by Ramsaran, S.; sixth edition (2001) revised by Cruttenden, A.
- Gimson, A.C (1975). A Practical Course of English Pronunciation: A Perceptual Approach. London: Arnold
- Gimson, A.C (ed.) (1977). English Pronouncing Dictionary. London: Dent